# Johnny MacLeod
John Murdoch MacLeod, detto Johnny (Edimburgo, 23 novembre 1938), è un ex calciatore scozzese, di ruolo ala.

## Carriera

### Club
Nato a Edimburgo, inizia la propria carriera calcistica nell'Hibernian, con cui, nell'arco di quattro stagioni, colleziona un totale di 101 presenze.
Nel luglio 1961 viene acquistato dall'Arsenal per una somma pari a 40.000 sterline. Fa il proprio debutto ufficiale con i Gunners il successivo 19 agosto, in una gara contro il Burnley. MacLeod divenne ben presto una presenza fissa nell'undici titolare del club, totalizzando in media ogni stagione più di 30 presenze. Il 25 settembre 1963 MacLeod segnò il gol di apertura nella primissima partita europea dell'Arsenal, una sconfitta per 7-1 contro lo Stævnet valida per un incontro di Coppa delle Fiere.
Nel settembre 1964, in seguito all'acquisto di George Armstrong, viene ceduto all'Aston Villa per una somma di 35.000 sterline. Rimase alla corte dei Villans per quattro stagioni, collezionando un totale di 125 presenze, prima di trasferirsi al Malines in Belgio. Dopo una parentesi annuale ai Raith Rovers e un triennio al Newtongrange Star, nel luglio 1975 annuncia il proprio ritiro dal calcio giocato.

### Nazionale
Nel 1961 viene convocato per la prima volta in nazionale scozzese. Il suo debutto ufficiale avviene il 14 maggio dello stesso anno, in occasione di una gara contro la Cecoslovacchia valida per le qualificazioni al Mondiale 1962.